# .38 TPC
O .38 Taurus Pistol Caliber é um cartucho de fogo central metálico que utiliza pólvora sem fumaça para ser usado originalmente em pistolas.
Ele foi desenvolvido pela Taurus em parceira com a CBC a partir de 2023, com o intuito de fornecer um calibre ao mercado brasileiro que atenda à nova legislação de calibres permitidos que estabeleceu o máximo de 407 joules de energia na boca do cano.

## Histórico
O projeto teve início ainda no final de 2023, quando já havia sido divulgada a intenção do novo governo de impor uma legislação que limitasse a energia na boca do cano da arma que acabou sendo estabelecido em 407 joules (?). Foi anunciado que o novo calibre seria 40% mais poderoso que o atual calibre .380, e com menos recuo e também com um preço menor que o 9mm.
O lançamento oficial do calibre no Brasil juntamente com novas armas para o mesmo, ocorreu em um evento realizado em 6 de junho de 2024.

## Dimensões

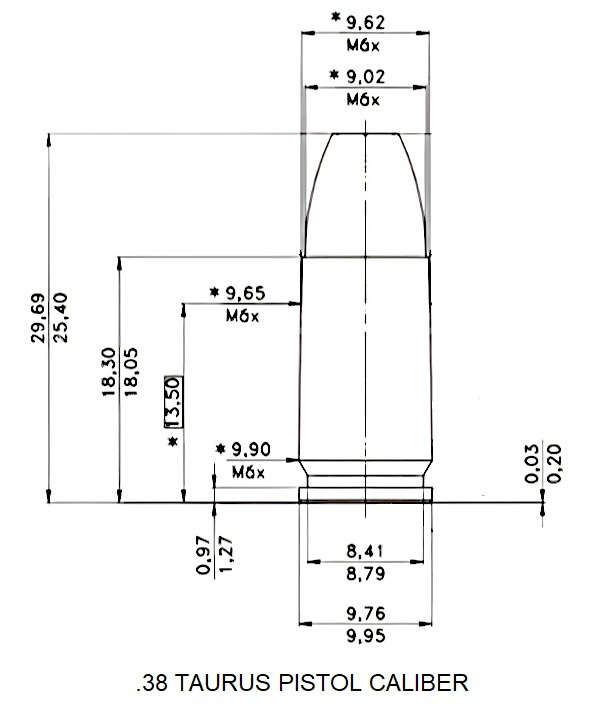

## Características técnicas
Com esse calibre, o que se pretendeu foi disponibilizar um intermediário entre o .380 ACP e o 9 mm Luger gerando algo entre 380 e 400 joules de energia na boca do cano dependendo da munição utilizada, o que está dentro dos limites estabelecidos pelo novo decreto do Governo Federal para armas de calibre permitido.
Em relação ao .380, o .38 TPC apresenta maior velocidade e energia na saída do cano, 40% maior. Já em relação ao 9mm, o .38 TPC apresenta uma sensação de recuo até 28% menor, proporcionando maior conforto e controle de tiro, além de uma rápida recuperação da mira entre os disparos. Todas essas características são benéficas em competições esportivas de rapidez e precisão.
A munição .38 TPC também atende aos requisitos de penetração balística do Protocolo do FBI. Em teste comparativo com a munição .380 Auto Gold Hex, o calibre .38 TPC apresentou 14,5 polegadas (36,83 cm) de penetração na gelatina balística, dentro portanto do intervalo ideal especificado pelo FBI em testes a distâncias de 10 pés (3 metros).
Quanto ao estojo, é basicamente o mesmo de um 9 mm Luger "encurtado" (menos de 1 mm) de 19,15 mm para 18,30 mm.

## Primeiras pistolas
As primeiras pistolas a dar suporte a esse novo calibre são a G2C e a GX4 Carry.